# 7月6日
7月6日是公曆年的第187天（閏年的第188天），離一年的結束還有178天。

## 大事記

### 15世紀以前
- 前371年：伊巴密濃達率領的軍隊於留克特拉戰役中擊敗克勒姆布羅托（英语：Cleombrotus I）領導的軍隊。
- 750年：唐朝賜安祿山爵東平郡王，唐朝將帥封王的習慣自此開始。
- 1044年：亨利三世所率領的神聖羅馬帝國軍隊與匈牙利國王薩姆爾·阿巴所率領的馬札爾部隊之間爆發軍事衝突。
- 1122年：金太祖從上京出發親自率兵攻打遼朝。
- 1189年：「獅心王」理查一世加冕成為英格蘭國王。
- 1167年：王重阳等创立全真教。
- 1253年：明道加斯加冕成為立陶宛國王。
- 1348年：克勉六世發表教宗詔書並且強烈指責由於猶太人（英语：Jews in the Middle Ages）的存在使得黑死病大為盛行。

### 15世紀
- 1411年：明朝海軍將領鄭和在第二次遠航結束後返回南京，並且將在明-錫蘭山國戰爭中俘虜的錫蘭山國國王亞烈苦奈兒交由明成祖處置。
- 1415年：捷克宗教改革家揚·胡斯因為被康士坦斯大公會議視為異端，在德國康士坦斯受火刑處死。
- 1483年：理查三世加冕成為英格蘭國王。
- 1484年：葡萄牙籍船長迪亞哥·康發現剛果河的出海口。
- 1495年：法國國王查理八世在福爾諾沃戰役大勝想阻止法軍回國的義大利聯軍，隨之前往阿斯蒂。

### 16世紀
- 1535年：英格蘭宗教改革反對者湯瑪斯·摩爾因拒絕接受國王亨利八世兼任教會領袖而被處死。
- 1560年：蘇格蘭與英格蘭簽定《愛丁堡條約（英语：Treaty of Edinburgh）》。
- 1573年：赫羅尼莫·路易斯·德卡夫雷拉（英语：Jerónimo Luis de Cabrera）開始建立阿根廷科爾多瓦。

### 17世紀
- 1609年：波希米亞宣布授予人民有宗教自由的權利。
- 1614年：鄂圖曼帝國曾最後一次試圖征服馬耳他島，但被醫院騎士團擊退。
- 1630年：在古斯塔夫二世·阿道夫的領導下，4,000多名瑞典士兵於德國波美拉尼亞登陸並且隨後參與三十年戰爭。

### 18世紀
- 1751年：教宗本篤十四世開始打壓阿奎萊亞宗主教區（英语：Patriarchate of Aquileia (episcopal)），並且於原本接受其管轄的烏迪內與戈里齊亞等地另外獨立成為教區。
- 1777年：約翰·伯戈因將軍在圍攻提康德羅加堡（英语：Siege of Fort Ticonderoga (1777)）中命令大不列顛王國部隊以火炮轟炸，最後成功逼迫參與美國獨立戰爭的放棄紐約提康德羅加堡。
- 1779年：已經參與美國獨立戰爭的法國海軍成功在格瑞那達海戰（英语：Battle of Grenada）中擊敗英國海軍部隊。
- 1785年：美元被正式選為美國的法定貨幣。

### 19世紀
- 1801年：法國海軍運用兵力優勢成功在第一次阿爾赫西拉斯海戰（英语：First Battle of Algeciras）中擊敗於西班牙阿爾赫西拉斯港口外的英國皇家海軍。
- 1809年：法國皇帝拿破崙一世率領法軍在瓦格拉姆戰役取得決定性的勝利，這場戰役是當時歐洲最大規模的戰役。
- 1854年：美國共和黨於密西根州傑克遜宣告成立。
- 1885年：法國微生物學家路易·巴斯德首次向被犬隻咬傷的9歲兒童注射其發明的狂犬病疫苗。
- 1887年：夏威夷王國國王卡拉卡瓦在美國武裝部隊的強力逼迫下簽署了《1887年夏威夷王國憲法（英语：1887 Constitution of the Kingdom of Hawaii）》，其中迫使居住在夏威夷的夏威夷原住民將更多權力轉移給美國。
- 1892年：瑙羅吉當選成為印度第一個於英國下議院的代表。
- 1892年：3,800多名參與罷工行動的工廠工人和平克頓政府服務公司（英语：Pinkerton Government Services）的保安人員發生激烈的暴力衝突（英语：Homestead Strike），最後造成10人死亡以及數十人受傷。
- 1893年：愛荷華州波默羅伊因為遭遇龍捲風襲擊使得整個小鎮幾乎全毀，最後造成71人死亡以及200人受傷。
- 1900年：俄羅斯皇帝尼古拉二世下令大舉入侵中國東北地區。

### 20世紀
- 1904年：英國軍隊攻陷西藏江孜。
- 1905年：艾爾弗雷德·迪金第二度當選成為澳洲總理。
- 1915年：大明慈悲國領袖余清芳於臺南西來庵宣布起兵反抗日本統治，為台灣日治時期規模最大的武裝抗日事件。
- 1917年：湯瑪斯·愛德華·勞倫斯和奧達·阿布·達耶（英语：Auda ibu Tayi）率領參與阿拉伯起義的阿拉伯軍隊成功占領鄂圖曼帝國的亞喀巴（英语：Battle of Aqaba）。
- 1919年：英國R33級飛船（英语：R33-class airship）於紐約降落，成為第一個達成穿越大西洋任務的飛船。
- 1928年：蔣中正主持國民革命軍北伐勝利祭靈大典。
- 1933年：第一屆美國職棒大聯盟明星賽於芝加哥柯敏斯基球場（英语：Comiskey Park）舉辦，最後由美國聯盟以4比2的成績擊敗國家聯盟。
- 1934年：中國工農紅軍北上抗日先遣隊先首次對日軍部隊發起攻勢。
- 1936年：曼徹斯特博爾頓和貝利運河（英语：Manchester Bolton & Bury Canal）發生堤防崩壞事故，造成數百萬加侖的河水湧入歐韋爾河（英语：River Irwell）。
- 1938年：第一屆年度舉辦的國民參政會正式召開。
- 1939年：德國政府強制所有猶太人開設的公司關閉。
- 1940年：位於布里斯本的故事橋由昆士蘭州長萊斯里·威爾遜（英语：Leslie Wilson (politician)）爵士主持開幕，是澳洲最長的懸臂橋。
- 1941年：納粹德國軍隊成功向斯摩棱斯克附近駐守的蘇聯部隊發動進攻並且加以包圍之。
- 1942年：安妮·法蘭克和她的家人開始藏匿於其父親位在阿姆斯特丹辦公室的倉庫作為躲藏處。
- 1944年：傑基·羅賓森因為拒絕移動位置到公車後方而遭到送往軍事法庭審判。
- 1944年：位於康乃狄克州哈特福的一個馬戲團表演場地發生嚴重大火（英语：Hartford circus fire）並造成約168人死亡、700多人受傷，這次意外事故也成為美國傷亡最為嚴重的火災之一。
- 1947年：蘇聯開始生產AK-47突擊步槍，之後這成為世界上最為廣泛使用與販售的突擊步槍。
- 1957年：愛爾西亞·吉布森（英语：Althea Gibson）成為第一位於溫布頓網球錦標賽上贏得冠軍的黑人運動員。
- 1957年：保羅·麥卡尼在胡爾頓（英语：Woolton）郊區的聖彼得教堂觀看以約翰·藍儂為首的「The Quarrymen（英语：The Quarrymen）」表演，並且之後兩人相互會談並且建立合作關係。
- 1962年：耕犁計畫（英语：Operation Plowshare）的第二次核測試實際應用實驗「轎車（英语：Sedan (nuclear test)）」成功引爆。
- 1962年：RTÉ One開始播放節目《深夜秀》，後來這成為世界上播放時間最長的脱口秀節目。
- 1964年：英國保護地尼亞薩蘭宣布正式脫離英國成為獨立國家馬拉威，並保留大英國協成員國身分。
- 1966年：在馬拉威取得獨立的2年後正式依照新憲法成立馬拉威共和國，並且由海斯廷斯·卡穆祖·班達就任第一任總統。
- 1967年：奈及利亞軍隊開始入侵比亞法拉，奈及利亞內戰爆發。
- 1975年：伊斯蘭國家葛摩宣布正式脫離法蘭西第五共和國成為獨立國家，而馬約特轉為領土集體。
- 1976年：滇藏公路建成并正式通车。
- 1978年：索美塞特郡湯頓發生寢車火災意外（英语：Taunton sleeping car fire），最終造成12人死亡。
- 1986年：戴維斯·費尼（英语：Davis Phinney）成為第一位於環法自由車賽中奪得冠軍的美國籍腳踏車選手。
- 1988年：位於北海的派珀-阿爾法鑽油台（英语：Piper Alpha）發生爆炸而引起大火，最後造成167名石油工人喪生，成為世界上海上石油挖取工作中直接喪失性命最多的一起災難。
- 1989年：一名阿拉伯自殺攻擊者毆打公車司機並且強行駕駛公車掉入山崖（英语：Tel Aviv–Jerusalem bus 405 suicide attack）中，最後造成14名乘客喪命。
- 1994年：在格倫伍德斯普林斯史東金山（英语：Storm King Mountain）發生的山火（英语：South Canyon Fire）造成14名消防員死亡。
- 1995年：在拉特科·姆拉迪奇將軍指揮下塞爾維亞開始攻擊波士尼亞的斯雷布雷尼察，並且之後殺害了超過8,000多名波士尼亞人，並且使得當時聯合國秘書長布特羅斯·布特羅斯-蓋里批評為「第二次世界大戰後歐洲最為嚴重的罪刑」。
- 1997年：北愛爾蘭民族主義份子開始於北愛爾蘭的愛爾蘭居住區展開大規模遊行活動，然而隨後則惡化成為持續5天的嚴重騷亂行動（英语：1997 nationalist riots in Northern Ireland）。
- 1998年：香港啟德機場關閉，位于赤鱲角人工島嶼興建的新香港國際機場正式商業啟用，並且之後成為世界上最為繁忙的機場之一。同日港鐵機場快綫正式通車。
- 1999年：美國陸軍士兵貝瑞·溫契爾（英语：Barry Winchell）因為與跨性別者卡爾珀尼亞·亞當斯（英语：Calpernia Addams）戀情曝光，而遭到同袍卡文·葛洛佛（Calvin Glover）趁其睡覺時用球棒毆打而殺害之。

### 21世紀
- 2003年：葉夫帕托里亞的70米碟形天線分別向Hip 4872、HD 245409、巨蟹座55、HD 10307和大熊座47五顆恆星發射「宇宙的呼喚」，並且計畫分別在2036年、2040年、2044年和2049年時訊息將會抵達。
- 2005年：倫敦獲得2012年夏季奧林匹克運動會的舉辦權。
- 2006年：中華人民共和國與蒙特內哥羅正式建立外交關係。
- 2006年：連結中國和印度的喜馬拉雅山脈鞍部的邊貿口岸乃堆拉山口，在中印邊境戰爭結束44年後重新開放通商貿易。
- 2009年：亞德蘭卡·科索爾成為克羅埃西亞第一位女總理。
- 2013年：尼日利亚约贝州一所学校爆发枪击案，至少42人死亡。
- 2013年：搭载291名乘客和16名机组人员的韩亚航空波音777-28EER在旧金山国际机场降落时坠毁，共造成3人死亡，181人受伤。
- 2016年：中国人民解放军空军列装国产运-20大型运输机。
- 2016年：手機遊戲Pokémon GO正式推出，一推出便在全球造成廣大轟動。
- 2018年：美國商務部宣布對進口價值約340億美元的中國商品加徵25%首輪關稅，中國商務部宣布對等加徵，標誌著中美貿易戰正式打響。
- 2018年：東京地鐵沙林毒氣事件主犯麻原彰晃连同9名奥姆真理教教徒被处决。
- 2022年：日本第十一管區海上保安本部於沖繩縣名護市近海發現身穿浮潛裝備的遺體，警方在現場調查後確認為漫畫家高橋和希，得年60歲。

## 出生
- 1747年：約翰·保羅·瓊斯，美國將領。（1792年逝世）
- 1781年：史丹福·萊佛士，英國政治家。（1826年逝世）
- 1785年：威廉·傑克遜·胡克，英國植物學家。（1865年逝世）
- 1789年：波旁的瑪麗亞·伊莎貝爾，西班牙國王卡洛斯四世之女，与丈夫两西西里國王弗朗切斯科一世共同生下两西西里國王费迪南多二世。（1848年逝世）
- 1796年：尼古拉一世，俄罗斯皇帝。（1855年逝世）
- 1817年：阿爾伯特·馮·科立克，瑞士解剖學家、生理學家。（1905年逝世）
- 1818年：阿道夫·安德森，德國職業西洋棋棋士。（1879年逝世）
- 1832年：马西米连诺一世，奧地利哈布斯堡王朝成員，末代墨西哥皇帝。（1867年逝世）
- 1859年：維爾納·馮·海登斯坦，瑞典詩人暨小說家，1916年諾貝爾文學獎得主。（1940年逝世）
- 1865年：達爾克羅茲，瑞士作曲家、教育家。（1950年逝世）
- 1877年：尼塞托·阿爾卡拉-薩莫拉，西班牙律師、政治人物，前任西班牙總統。（1949年逝世）
- 1885年：恩斯特·布施，德國陸軍元帥。（1945年逝世）
- 1886年：馬克·布洛克，法國歷史學家。（1944年逝世）
- 1887年：馬克·夏卡爾，俄罗斯画家。（1985年逝世）
- 1898年：漢斯·艾斯勒，德國作曲家。（1962年逝世）
- 1899年：喬治·奧托·蓋，美國細胞生物學家。（1970年逝世）
- 1899年：蘇珊娜·瓊斯，美國超級人瑞。（2016年逝世）
- 1900年：C·C·羅拔士，英國遠東商人，太古洋行大班（1980年逝世）
- 1903年：胡戈·特奧雷爾，瑞典生物化學家，1955年諾貝爾生理學或醫學獎得主。（1982年逝世）
- 1907年：芙烈達·卡蘿，墨西哥畫家。（1954年逝世）
- 1910年：洛薩·考拉茲，德國數學家。（1990年逝世）
- 1912年：海因里希·哈勒，奧地利登山家。（2006年逝世）
- 1921年：南茜·雷根，美國女演員，曾任第40任美國第一夫人。（2016年逝世）
- 1923年：霍克思，英國漢學家、翻譯家。（2009年逝世）
- 1923年：沃依切赫·雅魯澤爾斯基，波蘭軍官、政治家，首任波蘭總統。（2014年逝世）
- 1925年：夏鼎基，香港前政府高官，歷任財政司、布政司。（1999年逝世）
- 1925年：石川要三，日本政治家。（2014年逝世）
- 1930年：巴拉木拉里·奎師那，印度歌手、音樂家、詩人、作曲家。（2016年逝世）
- 1935年：丹增嘉措，第十四世達賴喇嘛。
- 1937年：尼德·巴蒂，美國男演員。（2021年逝世）
- 1937年：弗拉基米尔·阿什肯纳齐，俄羅斯鋼琴家、指揮家。
- 1940年：努爾蘇丹·納扎爾巴耶夫，哈薩克政治人物，第1－5任哈薩克總統。
- 1943年：陳定信，臺灣醫學家。
- 1944年：克勞德-米歇爾·勳伯格，法國唱片錄音師、演員、歌手、流行曲和音樂劇作曲家。
- 1945年：招石文，香港甘草演員（2015年逝世）
- 1946年：席維斯·史特龍，美國男演員、導演、編劇。
- 1946年：喬治·沃克·布希，美國政治家，第43任美國總統。
- 1946年：彼得·辛格，澳洲哲學家。
- 1946年：任關佩英，香港政府官員。
- 1949年：邱晨，台灣創作歌手。（2022年逝世）
- 1949年：崔洋一，日裔韓國電影導演。（2022年逝世）
- 1951年：傑佛瑞·羅許，澳洲演員、製片人。
- 1952年：希拉蕊·曼特爾，英國小說家、散文家、評論家。（2022年逝世）
- 1952年：阿迪·薩莫爾，以色列密碼學家。
- 1954年：亞歷山大·斯摩棱斯基，俄羅斯億萬富豪。（2024年逝世）
- 1959年：施孝榮，臺灣男歌手。
- 1955年：謝里夫·伊斯梅爾，埃及工程師、政治人物，前任埃及總理。（2023年逝世）
- 1960年：旭富士正也，日本相撲力士，第63代橫綱。
- 1962年：林韋辰，香港亞洲電視演員。
- 1964年：金知雲，韓國男導演、編剧。
- 1965年：蕭言中，臺灣漫畫家。（2023年逝世）
- 1966年：林志炫，臺灣歌手。
- 1967年：江欣燕，香港演員、歌手。
- 1967年：鄭文燦，臺灣政治人物，前任桃園市市長。
- 1967年：萬芳，臺灣歌手。
- 1971年：黃少祺，臺灣演員。
- 1972年：戴耀明，香港演員。
- 1972年：崔鉉碩，韓國廚師。
- 1972年：羅蘭·高蝶，法國作家。
- 1974年：花輪英司，日本男性聲優。
- 1974年：澤·羅伯托，巴西足球運動員。
- 1975年：童秀娟，臺灣女藝人。
- 1975年：區耕祥，臺灣男藝人、電臺廣播DJ、主持人。
- 1975年：50 Cent，美國饒舌歌手、製片人、演員。
- 1975年：林佳儀，臺灣女歌手。
- 1977年：馬克斯·米爾內，白俄羅斯網球選手。
- 1980年：肯尼·德查尔，蘇格蘭足球運動員。
- 1980年：西健亮，日本男性聲優。
- 1980年：保羅·蓋索，加泰羅尼亞裔西班牙籃球運動員。
- 1980年：伊娃·格林，法國女演員、電影演員。
- 1984年：陳漢典，台灣藝人。
- 1984年：卡蜜兒·瓦斯奎茲，美國律師，在戴普訴赫德案中代表強尼·戴普。
- 1985年：姚嘉雯，香港女藝人。
- 1985年：張昊，中國花樣滑冰運動員。
- 1985年：瑪麗亞·亞瑞唐多，挪威歌手。
- 1985年：蘭威爾·辛格，印度男演員。
- 1986年：李英宏，臺灣男歌手。
- 1986年：陳思涵，臺灣女歌手。
- 1987年：卡羅琳·特倫尼，巴西模特兒、超級名模。
- 1987年：張心傑，台灣歌手。
- 1988年：原奈津子，日本女性聲優、演員、偶像藝人。
- 1989年：邵鏷亮，中國足球運動員。
- 1992年：曼尼·馬查多，美國棒球運動員。
- 1992年：Baby Soul，韓國女子偶像團體Lovelyz成員。
- 1993年：宮以騰，臺灣男演員。
- 1993年：魏均珩，臺灣男子射箭運動員。
- 1993年：黑羽麻璃央，日本男演員。
- 1993年：菲魯茲·藍，日本女性聲優。
- 1993年：鈴木祐斗，日本漫畫家，代表作《SAKAMOTO DAYS 坂本日常》。
- 1995年：野口瑠璃子，日本女性聲優。
- 1995年：小坂井祐莉繪，日本女性聲優。
- 1995年：路德維希·阿格倫，美國實況主、YouTuber、Podcast主持人
- 1996年：汐谷文康，日本男性聲優。
- 1998年：早川隆久，日本職業棒球運動員
- 2000年：麥可·奧巴費米，愛爾蘭職業足球運動員。
- 2003年：齊藤渚，日本女演員、藝人、時裝模特兒。
- 2004年：天野心愛，日本女性聲優、演員。
- 2004年：茅島水樹，日本女演員、模特兒。
- 生年不詳：內山茉莉，日本女性聲優。

## 逝世
- 前247年：秦庄襄王嬴子楚，战国时期秦国君主，他是中国第一位太上皇（追尊）。（前281年出生）
- 1017年：源信，日本學者。（942年出生）
- 1189年：亨利二世，英格蘭國王、諾曼第公爵、安茹伯爵、阿基坦公爵（1133年出生）
- 1249年：亞歷山大二世，蘇格蘭國王。（1198年出生）
- 1415年：揚·胡斯，捷克愛國者、牧師、哲學家和宗教改革家。（1369年出生）
- 1476年：約翰·繆勒，德國天文學家。（1436年出生）
- 1533年：阿里奧斯托，義大利詩人。（1474年出生）
- 1535年：湯瑪斯·摩爾，英國律師、作家和哲學家，歐洲早期空想社會主義學說奠基人。（1478年出生）
- 1553年：愛德華六世，英國國王。（1537年出生）
- 1571年：毛利元就，日本戰國時代大名（1497年出生）
- 1579年：竹中重治，日本戰國時代名將（1544年出生）
- 1762年：彼得三世，俄羅斯帝國皇帝。（1728年出生）
- 1785年：弗里德里希·奧古斯特一世，呂貝克親王主教（1711年出生）
- 1809年：安托萬·夏爾·路易·拉薩爾，法國將軍。（1775年出生）
- 1819年：蘇菲·布蘭查德，法國熱氣球駕駛員。（1778年出生）
- 1835年：約翰·馬歇爾，美國政治家，曾任第四任美國國務卿，後出任美國最高法院首席大法官。（1755年出生）
- 1854年：蓋歐格·歐姆，德國物理學家。（1789年出生）
- 1868年：原田左之助，日本幕末武士，新選組第十隊隊長。（1840年出生）
- 1882年：托馬斯·瓜迪亞·古鐵雷斯，哥斯大黎加政治人物，第8、11任哥斯大黎加總統。（1831年出生）
- 1883年：奇普里安·波隆貝斯庫，羅馬尼亞作曲家。（1853年出生）
- 1893年：居伊·德·莫泊桑，法國作家（1850年出生）
- 1901年：克洛德維希·卡爾·維克托·菲斯特·霍恩洛厄-希靈斯菲斯特，德國政治家，曾任德國總理。（1819年出生）
- 1902年：安德烈斯·普姆普爾，拉脫維亞作家、新聞工作者（1841年出生）
- 1902年：瑪利亞·葛萊蒂，義大利天主教聖人和殉道者。（1890年出生）
- 1904年：阿拜·庫南巴耶夫，哈薩克詩人。（1845年出生）
- 1916年：奧迪隆·雷東，法國畫家。（1840年出生）
- 1932年：肯尼思·格拉姆，英國作家。（1859年出生）
- 1934年：內斯托爾·馬赫諾，烏克蘭游擊隊領導人和軍事指揮官。（1888年出生）
- 1941年：安東·賴歇諾，德國鳥類學家、爬蟲兩棲類學家（1847年出生）
- 1944年：南雲忠一，日本海軍上將（1887年出生）
- 1962年：威廉·福克納，美國小說家、詩人、劇作家，1949年諾貝爾文學獎得主（1897年出生）
- 1963年：格奧爾格，梅克倫堡公爵。（1899年出生）
- 1971年：路易斯·阿姆斯壯，美國爵士歌手、小號手和音樂家。（1901年出生）
- 1973年：奧托·克倫佩勒，德國指揮家和作曲家。（1885年出生）
- 1975年：奧托·斯科爾茲內，德國親衛隊指揮官。（1908年出生）
- 1976年：朱德，中國人民解放軍軍事家，中華人民共和國政治家，曾任全國人民代表大會常務委員會委員長。（1886年出生）
- 1980年：C·C·羅拔士，英國企業家，前太古集團香港司理。（1900年出生）
- 1983年：利銘澤，香港企業家。（1905年出生）
- 1989年：卡達爾·亞諾什，匈牙利政治家。（1912年出生）
- 1999年：霍亞金·羅德利果，西班牙作曲家。（1901年出生）
- 2000年：瓦迪斯瓦夫·斯皮爾曼，波蘭鋼琴家、作曲家和作家。（1911年出生）
- 2004年：托馬斯·克萊斯蒂爾，奧地利政治家，曾任第10任奧地利總統。（1932年出生）
- 2005年：克勞德·西蒙，法國作家，1985年諾貝爾文學獎得主。（1913年出生）
- 2005年：黄昆，中國物理學家。（1919年出生）
- 2007年：黃光漢，香港企業家。（1942年出生）
- 2009年：羅伯特·麥克納馬拉，美國商人和政治家，曾任第八任美國國防部長。（1916年出生）
- 2013年：羅星漢，缅甸毒枭。（1935年出生）
- 2018年：喬希琵娜·波耶陶-法勞（英语：Giuseppina Projetto），義大利超級人瑞。（1902年出生）
- 2018年：麻原彰晃，奥姆真理教创始人。（1955年出生）
- 2020年：，意大利電影作曲家。（1928年出生）
- 2020年：葛立恆，美國數學家。（1935年出生）
- 2021年：阿克塞爾·卡恩，法國科學家、散文家。（1944年出生）
- 2022年：詹姆士·肯恩，美國男演員。（1940年出生）
- 2022年：高橋和希，日本漫畫家，代表作《遊戲王》。（1961年出生）
- 2023年：阿納爾多·福拉尼，義大利政治人物，第43任義大利總理。（1925年出生）
- 2023年：許舒，英籍香港史學家。（1930年出生）
- 2024年：胡安·米格爾·比利亞爾·米爾，西班牙億萬富翁。（1931年出生）

## 节假日和习俗
- 國際接吻日
- 基督教：聖瑪利亞·葛萊蒂紀念日
- 基督教：菲埃索萊的羅慕路斯（英语：Romulus of Fiesole）紀念日
- 藏族僑民：第十四世達賴喇嘛生日
- 波蘭、 俄羅斯、 白俄羅斯、 乌克兰：庫帕拉節前夕
- ：獨立日
- 马拉维：獨立日暨共和國日
- 立陶宛：建國節（英语：Statehood Day (Lithuania)）
- 开曼群岛：憲法日
- ：首都日
- 捷克：胡斯日（英语：Public holidays in the Czech Republic）（為民族英雄揚·胡斯逝世當天）
- 秘魯：教師節
- 羅馬帝國：阿波羅神節（英语：Ludi Apollinares）

## 外部連結
- （英文） BBC ON THIS DAY（页面存档备份，存于）
- （英文） On This Day: July 6（页面存档备份，存于）